# Salvador Sánchez Cerén
Salvador Sánchez Céren (ur. 18 czerwca 1944 w Quezaltepeque) – salwadorski polityk, prezydent od 1 czerwca 2014 do 1 czerwca 2019.
W okresie wojny domowej w latach 1980–1992 był komendantem FMLN. 1 czerwca 2009 został zaprzysiężony na wiceprezydenta, podczas kadencji Mauricio Funesa. Był także ministrem edukacji. 2 lutego 2014 w pierwszej turze wyborów prezydenckich zdobył 48,93% głosów i awansował do drugiej tury, w której pokonał Normana Quijano z Narodowego Sojuszu Republikańskiego.